# Senegalia rurrenabaqueana
Senegalia rurrenabaqueana là một loài thực vật có hoa trong họ Đậu. Loài này được (Rusby) Seigler & Ebinger mô tả khoa học đầu tiên năm 2006.